# 萨尔瓦托雷·卡鲁巴
萨尔瓦托雷·卡鲁巴（義大利語：Salvatore Carrubba，1962年8月6日—），意大利男子射箭运动员。他曾代表意大利参加2000年和2004年夏季残疾人奥林匹克运动会射箭比赛，其中2000年夏季残奥会获得一枚金牌。